# VDL Citea
VDL Citea er en bybusmodel fra firmaet VDL Bus & Coach, som blev introduceret i 2007 som efterfølger for Jonckheere Transit og Bova Lexio.
Bussen findes både som laventré- eller lavgulvsbus og i længderne 12,0 og 13,7 meter, heraf tillægsbetegnelserne 120 og 137.
Citea opfylder EEV-normen og fik et facelift i 2010. Citeas konkurrenter er primært Scania OmniLink og Volvo B12BLE.
- Wikimedia Commons har flere filer relateret til VDL Citea

| Bustrafikartikel | Spire Denne artikel om bustrafik er en spire som bør udbygges. Du er velkommen til at hjælpe Wikipedia ved at udvide den. |